# Adam Sztykiel
Adam John Sztykiel (Detroit, 9 gennaio 1978) è uno sceneggiatore, produttore cinematografico e produttore televisivo statunitense.

## Filmografia

### Sceneggiatore

#### Cinema
- Un amore di testimone, regia di Paul Weiland (2008)
- Parto col folle, regia di Todd Phillips (2010)
- L'incredibile Burt Wonderstone, regia di Don Scardino (2013) - non accreditato
- Come ti rovino le vacanze, regia di Jonathan Goldstein e John Francis Daley (2015) - non accreditato
- Alvin Superstar - Nessuno ci può fermare, regia di Walt Becker (2015)
- Diario di una schiappa - Portatemi a casa!, regia di David Bowers (2017) - non accreditato
- Rampage - Furia animale, regia di Brad Peyton (2018)
- Scooby!, regia di Tony Cervone (2020)
- Black Adam, regia di Jaume Collet-Serra (2022)
- The Flash, regia di Andy Muschietti (2023) - non accreditato

#### Televisione
- Undateable - serie TV, 36 episodi (2014-2016)
- Whiskey Cavalier - serie TV, un episodio (2019)

### Produttore

#### Cinema
- Scooby!, regia di Tony Cervone (2020) - esecutivo

#### Televisione
- Undateable - serie TV, 36 episodi (2014-2016) - esecutivo